# Prisons sans chaînes

Prisons sans chaînes (Unchained) est un film américain réalisé par Hall Bartlett, sorti en 1955. Il a été tourné en partie à la prison de Chino en Californie.

## Synopsis
Steve Davitt décide de ne pas attendre le terme de la peine qu'il purge en prison et de s'évader, afin de retrouver sa femme Mary et son fils Win. Bill Howard, un autre prisonnier, le dissuade de passer à l'acte...

## Fiche technique
- Titre : Prisons sans chaînes
- Titre original : Unchained
- Réalisateur, producteur et scénariste : Hall Bartlett (d'après le roman autobiographique Prisoners Are People de Kenyon J. Scudder)
- Musique : Alex North (chanson-thème du film Unchained Melody, lyrics d'Hy Zaret, interprétée par Todd Duncan)
- Directeur de la photographie : Virgil E. Miller
- Montage : Cotton Warburton
- Pays d'origine :  États-Unis
- Société de production : Hall Bartlett Prod.
- Société de distribution : Warner Bros.
- Genre : Drame
- Format : Noir et blanc
- Durée : 75 minutes
- Date de sortie : 19 janvier 1955 (première à Chino, Californie)

## Distribution
- Elroy Hirsch : Steve Davitt
- Barbara Hale : Mary Davitt
- Chester Morris : Kenyon J. Scudder
- Todd Duncan : Bill Howard
- Johnnie Johnston : Eddie Garrity
- Peggy Knudsen : Elaine
- Jerry Paris : Joe Ravens
- John Qualen : Leonard Haskins
- Tim Considine : Win Davitt

Et, parmi les acteurs non crédités :
- Dexter Gordon : Un prisonnier (saxophoniste)
- Kathryn Grant : Sally Haskins
- Stafford Repp : M. Miller

## Distinction
- Nomination à l'Oscar de la meilleure chanson originale en 1956, pour Alex North et Hy Zaret.